# Shake Away
Shake Away или Ojo de Culebra шести је студијски албум мексичко-америчке поп певачице Лиле Даунс.